# Phare de Sidi Ifni
Le phare de Sidi Ifni est un phare situé dans la ville de Sidi Ifni (Région de Guelmim-Oued Noun - Maroc).
Ifni et les environs est une ancienne province colonisée par l'Espagne en 1934 qui a été rendu au Maroc en 1969. La ville fut la résidence du gouverneur du Sahara espagnol (maintenant appelé le Sahara Occidental). Quand le Maroc a repris son indépendance en 1956, Ifni est resté espagnol jusqu'à 1969.
Il est géré par l'autorité portuaire et maritime au sein du Ministère de l'équipement, du transport, de la logistique et de l'eau.

## Histoire
Le phare est une tour carrée, avec galerie et lanterne, s'élevant d'une construction de deux étages. Le phare est peint en blanc et le dôme de la lanterne est noire. La ville de Sidi Ifni est construite sur un plateau au-dessus de la mer et un petit port.Le phare est placé dans le centre-ville. Il émet, un groupe de 4 éclats blancs, toutes les 30 secondes, visibles jusqu'à 45 km.
Identifiant : ARLHS : MOR012 - Amirauté : D2616 - NGA : 23256 .

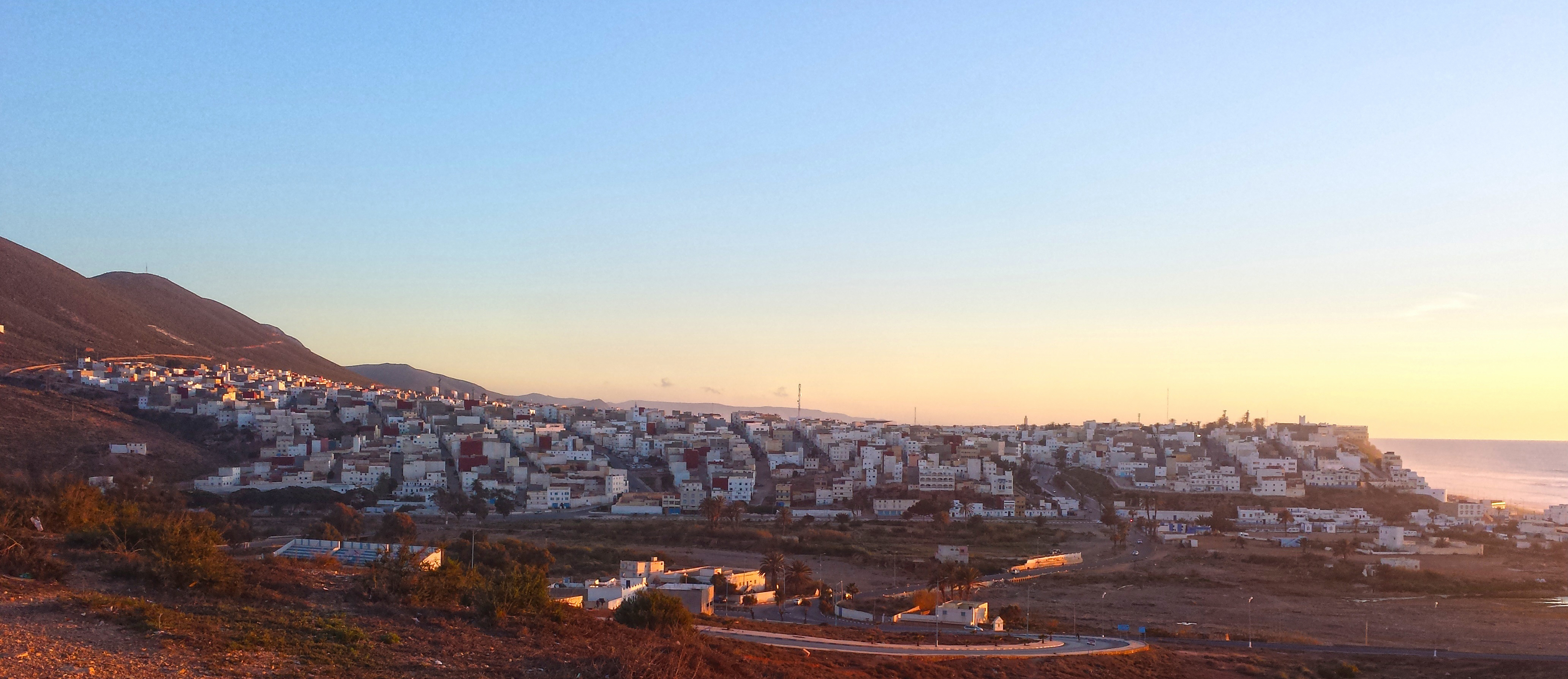
Sidi Ifni

### Lien connexe
- Liste des phares du Maroc